# Долови (Коњиц)
Долови је насељено место у општини Коњиц, Херцеговачко-неретвански кантон, Федерација Босне и Херцеговине, БиХ.

## Становништво
По последњем службеном попису становништва из 1991. године, насеље Долови је имало 73 становника. Сви становници су били Срби.